# Среднеикорецкое сельское поселение
Среднеикорецкое сельское поселение — муниципальное образование в Лискинском районе Воронежской области.
Административный центр — село Средний Икорец.

## Население
| 2010  | 2012  | 2013  | 2014  | 2015  | 2016  | 2017  |
| ----- | ----- | ----- | ----- | ----- | ----- | ----- |
| 6222  | ↘6111 | ↗6124 | ↘6070 | ↘6068 | ↘5996 | ↘5927 |
| 2018  | 2021  |       |       |       |       |       |
| ↘5868 | ↘5516 |       |       |       |       |       |

## Населённые пункты
В состав поселения входят 8 населённых пунктов:
1. село Средний Икорец
2. хутор Дубовый
3. посёлок подсобного хозяйства санатория имени Цюрупы
4. посёлок Порт-Артур
5. посёлок Среднеикорецкой больницы
6. посёлок санатория имени Цюрупы
7. хутор Фёдоровский
8. село Песковатка